# Kärntner Straße
Kärntner Straße (na hrvatskom jeziku: Koruška ulica) najpoznatija je ulica u glavnom gradu Republike Austrije Beču. Nalazi se u gradskoj četvrti Innere Stadt (centar grada), a proteže se od trga Stephansplatz do trga Karlsplatz. Većim dijelom je pješačka zona, dok motorna vozila prometuju samo na krajnjem južnom dijelu ulice. Ukupna duljina iznosi nešto više od 1.000 metara.

## Povijest
Prvi zapisi o ovoj ulici potječu iz 1257. godine pod imenom Strata Carintianorum. Navedeni podaci upućuju na njezinu tadašnju važnost u smislu trgovačkog puta prema južnoj austrijskoj pokrajini Koruškoj. Tijekom 19. stoljeća ulica je obnovljena i znatno proširena. Godine 1945. Kärntner Straße je pod zračnim udarima tijekom završnih borbi u Drugom svjetskom ratu. Ratna razaranja nanose veliku štetu, ali i omogućuju izgradnju mnogih novih zgrada nakon završetka rata. Gradnjom i razvojem bečke podzemne željeznice tijekom druge polovine 20. stoljeća, odlučeno je da će ispod ulice prolaziti linija metroa U1. Godine 1968. veći dio ulice postao je pješačka zona, dok je 2009. postavljen je novi pločnik.

## Ulica danas
Kärntner Straße danas uglavnom posjećuju turisti. Na njoj se nalaze mnoge trgovine poznatih svjetskih marki, kafići i drugi ugostiteljski objekti, kockarnica, suvenirnice, ulični zabavljači i sl.